# Perenniporia stipitata
Perenniporia stipitata är en svampart som beskrevs av Ryvarden 1987. Perenniporia stipitata ingår i släktet Perenniporia och familjen Polyporaceae.   Inga underarter finns listade i Catalogue of Life.